# Jumong (serie televisiva)
Jumong (주몽?; titolo internazionale Prince of the Legend, conosciuta anche come The Book of the Three Hans: The Chapter of Jumong) è una serie televisiva sudcoreana trasmessa su MBC dal 15 maggio 2006 al 6 marzo 2007.
La serie illustra la vita di Jumong, fondatore del regno di Goguryeo, anche se è per la maggior parte finzione poiché i dati sulla vita del sovrano negli archivi storici sono pochi. Jumong è considerato parte del fenomeno dell'onda coreana, avendo raggiunto in Iran un indice di ascolto superiore all'80%. In patria è stata la serie più vista del 2006.

## Trama
Dopo essere stato conquistato dalla Cina della dinastia Han, il regno di Gojoseon cade. Il giovane generale Hae Mosu forma un esercito per opporsi agli invasori insieme a Geumwa, principe ereditario di Buyeo, ma durante uno scontro rimane ferito e viene curato da Yuhwa, principessa della tribù Haebaek. Innamoratisi, i due iniziano a vivere insieme, ma poco dopo Hae Mosu viene catturato dai cinesi, torturato e accecato. Geumwa lo libera, ma, durante la fuga, si separano e il principe vede l'amico cadere nel fiume colpito dalle frecce nemiche. Non passa molto che Yuhwa dà alla luce il figlio di Hae Mosu, Jumong, e diventa la concubina di Geumwa, che cresce Jumong come se fosse suo.
Venti anni dopo, messo in ombra dai fratellastri Daeso e Yeongpo, Jumong è un principe debole, codardo e promiscuo, che alla fine viene espulso da palazzo e privato del suo titolo. Incontra quindi tre briganti, la ventunenne Soseono, figlia di un capo tribù che un tempo Hae Mosu aiutò, e un uomo cieco che inizia ad addestrarlo nel combattimento e nel tiro con l'arco, e che è in realtà suo padre Hae Mosu. Quando quest'ultimo viene ucciso dagli assassini mandati dai principi Daeso e Yeongpo, Jumong giura vendetta.

## Personaggi
- Principe Jumong, interpretato da Song Il-gook
- Dama Soseono, interpretata da Han Hye-jin
- Principe Daeso, interpretato da Kim Seung-soo
- Re Geumwa, interpretato da Jun Kwang-ryul
- Dama Yuhwa, interpretata da Oh Yeon-soo
- Regina Wonhu, interpretata da Kyeon Mi-ri
- Dama Ye So-ya, interpretata da Song Ji-hyo
- Dama Yang Seo-ran, interpretata da Park Tam-hee
- Yuri, interpretato da Ahn Yong-joon
- Yeontabal, interpretato da Kim Byeong-ki
- Sacerdotessa Yeo Mieul, interpretata da Jin Hee-kyung
- Primo ministro Bu Deukbul, interpretato da Lee Jae-yong
- Generale Hae Mosu, interpretato da Heo Joon-ho
- Principe Yeongpo, interpretato da Won Ki-joon
- Sayong, interpretato da Bae Soo-bin
- Buyeong, interpretata da Im So-yeong
- Yangjung, interpretato da Yoon Dong-hwan
- Barone Hwang, interpretato da Oh Uk-chul
- Generale Oi, interpretato da Yeo Ho-min
- Mari, interpretato da Ahn Jeong-hoon
- Hyeoppo, interpretato da Im Dae-ho
- Bu Beonno, interpretato da Park Kyeong-hwan
- Utae, interpretato da Jeong Ho-bin

## Ascolti
| Episodio | Data di trasmissione | Dati TNSM           | Dati TNSM                  |
| Episodio | Data di trasmissione | A livello nazionale | Area metropolitana di Seul |
| -------- | -------------------- | ------------------- | -------------------------- |
| 1        | 15 maggio 2006       | 16,3%               | 17,5%                      |
| 2        | 16 maggio 2006       | 18,4%               | 19,2%                      |
| 3        | 22 maggio 2006       | 21,8%               | 23,6%                      |
| 4        | 23 maggio 2006       | 25,3%               | 26,6%                      |
| 5        | 29 maggio 2006       | 28,0%               | 29,9%                      |
| 6        | 30 maggio 2006       | 28,7%               | 29,6%                      |
| 7        | 5 giugno 2006        | 27,9%               | 29,2%                      |
| 8        | 6 giugno 2006        | 32,3%               | 33,7%                      |
| 9        | 20 giugno 2006       | 29,4%               | 30,7%                      |
| 10       | 26 giugno 2006       | 33,2%               | 35,3%                      |
| 11       | 27 giugno 2006       | 32,9%               | 34,8%                      |
| 12       | 3 luglio 2006        | 36,4%               | 38,1%                      |
| 13       | 4 luglio 2006        | 37,6%               | 38,8%                      |
| 14       | 10 luglio 2006       | 35,8%               | 37,5%                      |
| 15       | 11 luglio 2006       | 37,2%               | 38,8%                      |
| 16       | 17 luglio 2006       | 40,1%               | 42,8%                      |
| 17       | 18 luglio 2006       | 38,7%               | 39,9%                      |
| 18       | 24 luglio 2006       | 39,6%               | 41,1%                      |
| 19       | 25 luglio 2006       | 39,9%               | 40,5%                      |
| 20       | 31 luglio 2006       | 35,1%               | 36,1%                      |
| 21       | 1 agosto 2006        | 36,8%               | 38,2%                      |
| 22       | 7 agosto 2006        | 37,3%               | 37,9%                      |
| 23       | 8 agosto 2006        | 37,4%               | 38,9%                      |
| 24       | 14 agosto 2006       | 35,5%               | 35,8%                      |
| 25       | 15 agosto 2006       | 39,3%               | 40,7%                      |
| 26       | 21 agosto 2006       | 38,1%               | 39,6%                      |
| 27       | 22 agosto 2006       | 39,5%               | 40,0%                      |
| 28       | 28 agosto 2006       | 40,3%               | 41,7%                      |
| 29       | 29 agosto 2006       | 40,3%               | 40,9%                      |
| 30       | 4 settembre 2006     | 39,7%               | 40,6%                      |
| 31       | 5 settembre 2006     | 40,3%               | 41,4%                      |
| 32       | 11 settembre 2006    | 39,3%               | 40,6%                      |
| 33       | 12 settembre 2006    | 38,5%               | 39,2%                      |
| 34       | 18 settembre 2006    | 39,5%               | 40,3%                      |
| 35       | 19 settembre 2006    | 43,0%               | 43,9%                      |
| 36       | 25 settembre 2006    | 42,8%               | 43,9%                      |
| 37       | 26 settembre 2006    | 43,6%               | 44,4%                      |
| 38       | 2 ottobre 2006       | 42,6%               | 43,2%                      |
| 39       | 3 ottobre 2006       | 44,9%               | 44,8%                      |
| 40       | 9 ottobre 2006       | 44,2%               | 45,0%                      |
| 41       | 10 ottobre 2006      | 43,6%               | 43,8%                      |
| 42       | 16 ottobre 2006      | 43,1%               | 43,6%                      |
| 43       | 17 ottobre 2006      | 42,4%               | 42,2%                      |
| 44       | 23 ottobre 2006      | 44,5%               | 45,4%                      |
| 45       | 24 ottobre 2006      | 45,0%               | 45,2%                      |
| 46       | 30 ottobre 2006      | 44,6%               | 45,1%                      |
| 47       | 31 ottobre 2006      | 43,8%               | 43,7%                      |
| 48       | 6 novembre 2006      | 46,6%               | 47,9%                      |
| 49       | 7 novembre 2006      | 47,2%               | 48,3%                      |
| 50       | 13 novembre 2006     | 43,6%               | 43,5%                      |
| 51       | 14 novembre 2006     | 48,1%               | 49,2%                      |
| 52       | 20 novembre 2006     | 44,8%               | 45,4%                      |
| 53       | 21 novembre 2006     | 44,0%               | 44,5%                      |
| 54       | 27 novembre 2006     | 45,1%               | 45,2%                      |
| 55       | 28 novembre 2006     | 44,4%               | 44,9%                      |
| 56       | 4 dicembre 2006      | 44,0%               | 44,4%                      |
| 57       | 5 dicembre 2006      | 42,9%               | 43,2%                      |
| 58       | 11 dicembre 2006     | 46,4%               | 46,1%                      |
| 59       | 12 dicembre 2006     | 41,5%               | 42,6%                      |
| 60       | 18 dicembre 2006     | 44,4%               | 45,3%                      |
| 61       | 19 dicembre 2006     | 46,6%               | 47,1%                      |
| 62       | 1 gennaio 2007       | 44,8%               | 45,8%                      |
| 63       | 2 gennaio 2007       | 45,2%               | 45,3%                      |
| 64       | 8 gennaio 2007       | 45,5%               | 45,4%                      |
| 65       | 9 gennaio 2007       | 46,8%               | 47,1%                      |
| 66       | 15 gennaio 2007      | 46,8%               | 47,5%                      |
| 67       | 16 gennaio 2007      | 47,1%               | 47,9%                      |
| 68       | 22 gennaio 2007      | 49,8%               | 50,5%                      |
| 69       | 23 gennaio 2007      | 42,0%               | 43,6%                      |
| 70       | 29 gennaio 2007      | 47,9%               | 48,3%                      |
| 71       | 30 gennaio 2007      | 50,3%               | 51,0%                      |
| 72       | 5 febbraio 2007      | 47,1%               | 48,5%                      |
| 73       | 6 febbraio 2007      | 46,0%               | 47,2%                      |
| 74       | 12 febbraio 2007     | 47,6%               | 48,1%                      |
| 75       | 13 febbraio 2007     | 47,1%               | 47,8%                      |
| 76       | 19 febbraio 2007     | 41,9%               | 42,1%                      |
| 77       | 20 febbraio 2007     | 49,7%               | 49,9%                      |
| 78       | 26 febbraio 2007     | 47,2%               | 47,1%                      |
| 79       | 27 febbraio 2007     | 50,6%               | 50,9%                      |
| 80       | 5 marzo 2007         | 49,8%               | 50,0%                      |
| 81       | 6 marzo 2007         | 51,9%               | 52,7%                      |
| Media    | Media                | 40,98%              | 41,83%                     |

## Colonna sonora
1. Jumong Main Theme (주몽 Main Theme)
2. Sky... Please (하늘이여… 제발) – Insooni
3. Day Love (천애(天愛)) – Jikyung
4. Promise (약속) – Lee Sung-wook, Han Ji-won
5. Like The First Time (처음 그 때처럼) – Lim Tae-kyung
6. Sword of Destiny (운명의 칼)
7. Private (사모)
8. Bloody Battle (피의 전장)
9. Hae Mosu Main Theme (해모수 Main Theme)
10. Tracking (추적)
11. Daydreaming (백일몽(白日夢))
12. Attack of the Cheolgigun (철기군의 습격)
13. Swamp of Darkness (어둠의 늪)
14. Duel (결투)
15. The Prince's Journey (왕자의 여정)
16. Sad Fate (슬픈 운명)
17. Birth of a Myth (난생신화)
18. Gaebyeok (개벽)
19. Heaven
20. Jumong Ending Theme (주몽 Ending Theme)
21. Day Love (천애(天愛)) – Bae Da-hae

Nuove tracce dell'album Jumong OST - Memory of Love
1. Day Love 2 (천애(天愛)2)
2. Memories of Love (Piano, Yuki Kuramoto) (사랑의 기억 (Piano 유키 구라모토))
3. Eternal Light (영원한 빛)
4. That's the World I Come From (세상이 나를 오라하네) – Insooni
5. Nightmare (악몽)
6. Resurrection of the Hero (영웅의 부활)
7. Memories of Love (Piano Ver.) (사랑의 기억 (Piano Ver.))
8. Hero
9. Unknown Land (미지의 땅)
10. On Fire (풍운)
11. 암투
12. Secret (비밀)
13. 다물군의 후예
14. Eternal Return (비련)
15. Years of Blue (파란의 세월)
16. Great Legend (위대한 전설)
17. Conspiracy (음모)
18. Storm (폭풍)
19. Memorandum (비망록)
20. Memories of Love (Inst.) (사랑의 기억)
21. Jumong Ending Title (주몽 Ending Title)

## Riconoscimenti
| Anno | Premio               | Categoria                                    | Ricevente                    | Risultato       |
| ---- | -------------------- | -------------------------------------------- | ---------------------------- | --------------- |
| 2006 | MBC Drama Awards     | Gran premio                                  | Song Il-gook                 | Vincitore/trice |
| 2006 | MBC Drama Awards     | Premio alla massima eccellenza, attore       | Jun Kwang-ryul               | Vincitore/trice |
| 2006 | MBC Drama Awards     | Premio alla massima eccellenza, attore       | Song Il-gook                 | Vincitore/trice |
| 2006 | MBC Drama Awards     | Premio alla massima eccellenza, attrice      | Han Hye-jin                  | Vincitore/trice |
| 2006 | MBC Drama Awards     | Premio alla massima eccellenza, attrice      | Oh Yeon-soo                  | Candidato/a     |
| 2006 | MBC Drama Awards     | Premio all'eccellenza, attore                | Kim Seung-soo                | Vincitore/trice |
| 2006 | MBC Drama Awards     | Premio speciale, attore in un drama storico  | Heo Joon-ho                  | Vincitore/trice |
| 2006 | MBC Drama Awards     | Premio speciale, attrice in un drama storico | Oh Yeon-soo                  | Vincitore/trice |
| 2006 | MBC Drama Awards     | Miglior nuovo attore                         | Won Ki-joon                  | Vincitore/trice |
| 2006 | MBC Drama Awards     | Premio popolarità                            | Song Il-gook                 | Candidato/a     |
| 2006 | MBC Drama Awards     | Premio popolarità                            | Lee Gye-in                   | Candidato/a     |
| 2006 | MBC Drama Awards     | Regista dell'anno                            | Lee Joo-hwan                 | Vincitore/trice |
| 2006 | MBC Drama Awards     | Sceneggiatore dell'anno                      | Choi Wan-kyu, Jung Hyung-soo | Vincitore/trice |
| 2006 | MBC Drama Awards     | Drama dell'anno                              |                              | Candidato/a     |
| 2008 | Baeksang Arts Awards | Gran premio per la televisione               |                              | Vincitore/trice |
| 2008 | Baeksang Arts Awards | Miglior drama                                |                              | Candidato/a     |
| 2008 | Baeksang Arts Awards | Miglior regista (TV)                         | Lee Joo-hwan                 | Candidato/a     |
| 2008 | Baeksang Arts Awards | Miglior attore (TV)                          | Song Il-gook                 | Candidato/a     |
| 2008 | Baeksang Arts Awards | Miglior attrice (TV)                         | Han Hye-jin                  | Candidato/a     |
| 2008 | Baeksang Arts Awards | Miglior nuova attrice (TV)                   | Song Ji-hyo                  | Candidato/a     |
| 2008 | Baeksang Arts Awards | Miglior copione                              | Choi Wan-kyu, Jung Hyung-soo | Vincitore/trice |
| 2008 | Korea Drama Awards   | Miglior drama                                |                              | Vincitore/trice |

## Distribuzioni internazionali
| Paese       | Canale/i            |
| ----------- | ------------------- |
| Afghanistan |                     |
| Brunei      |                     |
| Figi        | Fiji One            |
| Filippine   | GMA Network         |
| Giappone    | Fuji TV             |
| Hong Kong   |                     |
| Indonesia   |                     |
| Iran        | Channel 3           |
| Kazakistan  |                     |
| Kurdistan   |                     |
| Malaysia    |                     |
| Mongolia    |                     |
| Singapore   | Mediacorp Channel U |
| Stati Uniti | AZN Television      |
| Taiwan      |                     |
| Thailandia  | Channel 3           |
| Turchia     |                     |
| Uzbekistan  |                     |
| Vietnam     |                     |